# Playas de Barro, Xiglu y Sorraos
Las playas de  Barro, Xiglu y Sorraos forman un conjunto de tres playas continuas que se funden en pleamar. Se encuentra en la localidad de Barro, municipio de Llanes, Asturias (España).
Se enmarcan en las playas de la Costa Verde y está considerada paisaje protegido, desde el punto de vista medioambiental (por su vegetación), por este motivo está integrada en el Paisaje Protegido de la Costa Oriental de Asturias.

## Descripción
La playa de Barro presenta forma de concha y, al ser la de más fácil acceso y la de mayor tamaño, es la más concurrida de las tres. Una parte de ella es conocida como playa de Xiglu y en ella además de fina arena blanca se presentan afloramientos rocosos. Por su parte, la de Sorraos tiene acceso en bajamar desde la de Barro, y otro por un sendero que pasa por la zona de aparcamiento. Respecto a los servicios que presentan, los más completos, ya que cuentan incluso con aseos, están en la playa de Barro, mientras que todas ellas tienen duchas, papeleras y servicio de limpieza, entre otros.